# Herbita transcendens
Herbita transcendens är en fjärilsart som beskrevs av Walker 1860. Herbita transcendens ingår i släktet Herbita och familjen mätare. Inga underarter finns listade i Catalogue of Life.